# Щитовик жёлтый
Щитовик жёлтый (лат. Peltodytes caesus)  — вид жуков-плавунчиков. Распространён в Европе, в центральной и южной Европейской части России, Северной Африке, Израиле, Сирии, Малой Азии, Иране, Закавказье, Туркмении и Афганистане. Особи обитают в эвтрофических водоёмах со стоячей водой с богатой растительностью. Длина тела имаго 3,5—4 мм. Тело широкое, почти квадратное и параллельно стороннее. Спинная сторона желтоватая с чёрными точками вдоль заднего края переднеспинки и на надкрыльях, с тёмными общими точками и часто несколькими мелкими пятнышками на надкрыльях. Брюшная сторона тела и ноги желтоватые или красноватые. Переднеспинка в грубых мелких ямках (пунктировке) у заднего края. Пунктировка надкрылий очень выражена в передней половине, частично первые точки внутренних точечных рядов.

## Синонимы
В синонимику вида входят следующие биномены:
- Cnemidotus delhermi Mazeret, 1923
- Cnemidotus levantinus J. Sahlberg, 1903
- Dyticus curculinus O. F. Müller, 1776
- Dytiscus caesus Duftschmid, 1805
- Haliplus quadrimaculatus Drapiez, 1820
- Haliplus rotundatus Gistel, 1857